# Galeodes bactrianus
Galeodes bactrianus är en spindeldjursart som beskrevs av J. Birula 1937. Galeodes bactrianus ingår i släktet Galeodes och familjen Galeodidae. Inga underarter finns listade i Catalogue of Life.